# Consolidação de carga
Consolidação de carga é o procedimento pelo qual diversos produtos, geralmente de diversos exportadores diferentes, são acondicionados em um mesmo conteiner (contentor), de forma a proporcionar o melhor aproveitamento possível do espaço e, com isso, reduzir os custos de transporte das mercadorias.
Apesar de altamente vantajoso, este expediente não é muito usual, tendo em vista alguns impedimentos legais para sua utilização, que devem ser respeitados, sob o risco de ver todo carregamento retido pelas autoridades alfandegárias no destino.
Dentre as principais exigências está a necessidade de que a carga tenha um único destinatário, o que na prática exige a intermediação de uma trade company ou uma comercial importadora.